# 结球马先蒿
结球马先蒿（学名：Pedicularis conifera）为列当科马先蒿属的植物，为中国的特有植物。分布于中国大陆的湖北等地，生长于海拔2,000米的地区，目前尚未由人工引种栽培。